# Tergipes dicquemari
Tergipes dicquemari is een soort in de taxonomische indeling van de platwormen (Platyhelminthes). De worm is tweeslachtig en kan zowel mannelijke als vrouwelijke geslachtscellen produceren. De soort leeft in zeer vochtige omstandigheden. 
De platworm komt uit het geslacht Tergipes. Tergipes dicquemari werd in 1818 beschreven door Risso.